# Amphoe Non Sila
Amphoe Non Sila (Thai: อำเภอ โนนศิลา) ist ein Landkreis (Amphoe – Verwaltungs-Distrikt) in der Provinz Khon Kaen. Die Provinz Khon Kaen liegt in der Nordostregion von Thailand, dem so genannten Isan.

## Geographie
Benachbarte Landkreise (von Norden im Uhrzeigersinn): die Amphoe Ban Phai, Nong Song Hong, Phon und Chonnabot. Alle Amphoe liegen in der Provinz Khon Kaen.

## Geschichte
Non Sila wurde am 15. Juli 1996 eingerichtet, indem das Gebiet des heutigen Landkreises vom Amphoe Ban Phai abgetrennt wurde.
Am 15. Mai 2007 hatte die thailändische Regierung beschlossen, alle 81 King Amphoe in den einfachen Amphoe-Status zu erheben, um die Verwaltung zu vereinheitlichen.
Mit der Veröffentlichung in der Royal Gazette „Issue 124 chapter 46“ vom 24. August 2007 trat dieser Beschluss offiziell in Kraft.

## Verwaltungseinheiten

### Provinzverwaltung
Der Landkreis Non Sila ist in fünf Tambon („Unterbezirke“ oder „Gemeinden“) eingeteilt, die sich weiter in 46 Muban („Dörfer“) unterteilen.
| Nr. | Name        | Thai       | Muban | Einw.  |
| --- | ----------- | ---------- | ----- | ------ |
| 1.  | Non Sila    | โนนศิลา     | 07    | 04.416 |
| 2.  | Nong Pla Mo | หนองปลาหมอ | 08    | 04.455 |
| 3.  | Ban Han     | บ้านหัน      | 16    | 10.643 |
| 4.  | Pueai Yai   | เปือยใหญ่    | 08    | 03.406 |
| 5.  | Non Daeng   | โนนแดง     | 07    | 03.565 |

### Lokalverwaltung
Es gibt eine Kommune mit „Kleinstadt“-Status (Thesaban Tambon) im Landkreis:
- Non Sila (Thai: เทศบาลตำบลโนนศิลา), bestehend aus Teilen der Tambon Non Sila und Ban Han.

Außerdem gibt es vier „Tambon-Verwaltungsorganisationen“ (องค์การบริหารส่วนตำบล – Tambon Administrative Organizations, TAO):
- Nong Pla Mo (Thai: องค์การบริหารส่วนตำบลหนองปลาหมอ)
- Ban Han (Thai: องค์การบริหารส่วนตำบลบ้านหัน)
- Pueai Yai (Thai: องค์การบริหารส่วนตำบลเปือยใหญ่)
- Non Daeng (Thai: องค์การบริหารส่วนตำบลโนนแดง)